# Вышебродский перевал
Вышебродский перевал (чеш. Vyšebrodský průsmyk) — перевал близ чешского города Вишши-Брод, отделяющий горные массивы Шумава и Новоградскэ горы. Находится на государственной границе между Австрией и Чехией в альтитуде 752 м. Через перевал вела ещё со времёнен древнего Рима старая дорога от Дуная в Богемию. Сейчас через перевал проходит автомобильная дорога. Близ перевала находится самый южный пункт Чехии.